# Língua palaung

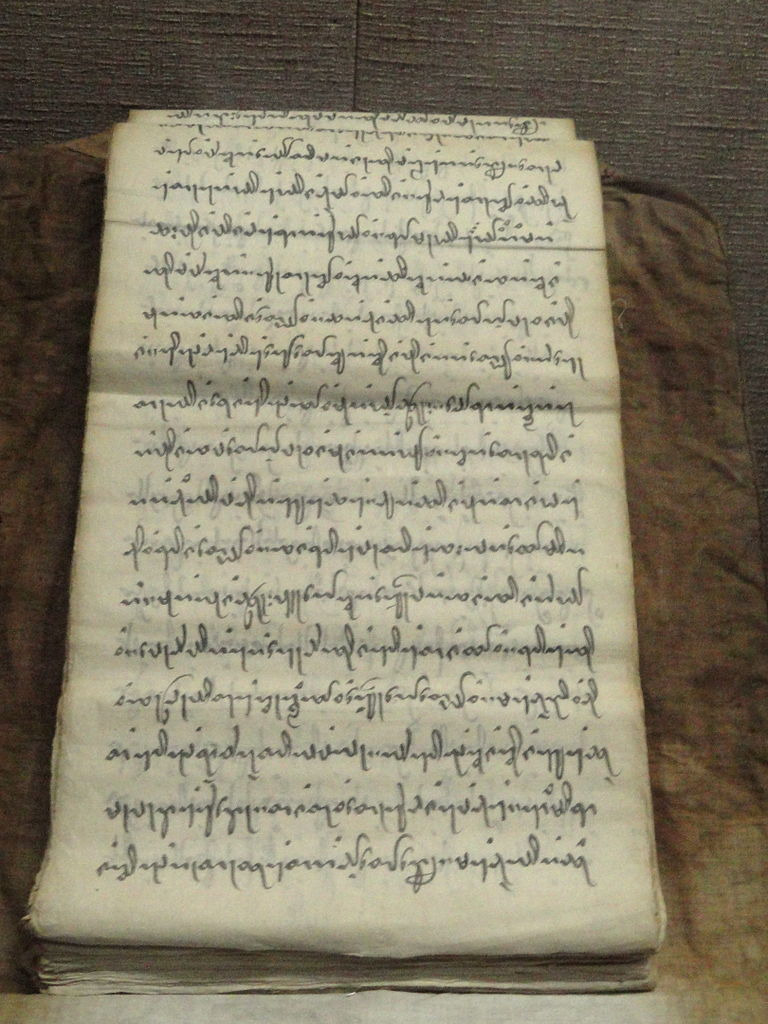
Manuscrito De'ang

Palaung, ou De'ang em Chinês, é um grupo de dialetos das línguas mon-khmer falado por cerca de meio milhão de pessoas em Myanmar (Shan) e países vizinhos (China, Tailândia. O povo Palaung é dividido em Palé, Rumai e Shwe, e cada um deles tem sua própria língua. As línguas Riang são consideradas ininteligíveis ou apenas compreendidas com grande dificuldade pelos falantes nativos das outras línguas Palaung.
O número total de falantes é incerto; havia 150 mil falantes de Shwe em 1982, 272 mil de Ruching (Palé) em 2000 e 139 mil de Rumai em data não registrada.

## Dialetos

### Yan & Zhou (2012)
Lingüistas chineses classificam variedades "Deang 德昂" (faladas principalmente em Santaishan Ethnic Deang 乡 台山 德昂族, Mangshi e Junnong 军 弄 乡, Zhenkang) conf. segue ("Deangyu Jianzhi"). Os nomes em IPA são de Yan & Zhou (2012: 154-155)
- Bulei 布雷 (pule) ponto de dados representativo: Yunqian 允欠,[4] Mangshi: falado em Luxi
  - Bulei 布雷 (pule) dialeto
  - Raojin 饶进 (raudʑĕŋ) dialeto
- Liang 梁 (liaŋ) (ponto de dados representativo: Xiaochanggou 硝厂沟): falado em Longchuan , Yunnan e Ruili)
- Rumai 汝买 (romai, roraumai) (ponto de dados representativo: Yechaqing 叶茶箐): falado em Zhenkang e Baoshan, Yunnan)

Os Deang se referem a si mesmos como  naʔaŋ,  daʔaŋ,  toʔaŋ, e  laʔaŋ, dependendo do dialeto (Yan & Zhou 2012: 154-155). Outro autônimo do Deang é  ho (rau) khaoʔ, onde  rau significa 'vila'. As pessoas locais da língua Neua Dai referem-se ao Deang como  po˧loŋ˧
Liu (2006) documenta 3 dialetos Palaungicos:
- Guangka Vila, Mengxiu , Ruili Cidade (瑞丽市勐休乡广卡村);[6] ru˥mai˦˩˨; tonal
- Mengdan Vila, Santaishan  (三台山勐丹村);[7] ʔaŋ; non-tonal
- Guanshuang Vila, Mengman , Xishuangbanna (西双版纳州勐满乡关双村);[8] ar˧˩vaʔ˩˧; tonal

### Ostapirat (2009)
Weera Ostapirat (2009: 74) classifica as línguas Palaung da seguinte forma. As mudanças de som que definem a classificação são dados entre parênteses.
Palaung
- Ta-ang
- Rumai-Darang (*-ɔŋ > -ɛŋ; *-uŋ > -ɨŋ)
  - Rumai (*-r- > -j-)
  - Ra-ang-Darang (*b, *d, *ɟ, *g > p, t, c, k)
    - Ra-ang
    - Darang (*-on > -uan; *-r  > -n)
      - Na-ang
      - Darang
      - Da-ang
      - Dara-ang

### Shintani (2008)
Shintani Tadahiko (2008) reconhece dois dialetos de Palaung, Palaung Meridional e Palaung Setentrional. As oclusivas surdas de Palaung do Sul correspondem a oclusivas sonoras do Norte de Palaung, as quais Shintani (2008) acredita serem retenções do Proto-Palaungico. Os dialetos de Palaung meridional estudados por Shintani (2008) são os de:
- Kengtung
- Waanpao (próx.Kengtung)
- Chengphong (próx.Kengtung)
- Loikhong (próx.Mängpeng)
- Mängküng
- Yassaw
- Kalaw]

### Deepadung. (2015)
Deepadung e outrosl. (2015) classifique os dialetos de Palaung como segue.
Palaung
- Ta-ang: Namhsan, Khun Hawt, Htan Hsan
- ( Palaung básico)
  - Pule: Pang Kham, Man Loi, Meng Dan, Chu Dong Gua
  - Dara-ang: Pan Paw, Noe Lae, Nyaung Gone, Pong Nuea (?), Xiang Cai Tang 香菜塘
  - Rumai: Nan Sang, Guang Ka, Mang Bang
  - ? Cha Ye Qing 茶叶箐

## Fonologia
Conforme Shorto (1960) são os seguintes os sons consoantes do Palaung.
| Labiais | Dentais | Palatais | Velares | Glotais |
| ------- | ------- | -------- | ------- | ------- |
| p       | t       | t͡ɕ       | k       | ʔ       |
| b       | d       | d͡ʑ       | ɡ       |         |
| m       | n       | ɲ        | ŋ       |         |
| v       | s       |          |         | h       |
|         | r,l     | j        |         |         |

Vogais
|            | Anterior | Central | Posterior |
| ---------- | -------- | ------- | --------- |
| Fechada    | i        | ɯ       | u         |
| Meio tensa | e        |         | o         |
| Meio relax | ɛ        | ə       | ɔ         |
| Aberta     |          |         | a         |

De acordo com Shorto (1960), / ə / não ocorre sozinho na sílaba tônica primária, mas apenas em uma sílaba átona ou como o segundo membro de um ditongo. Há também um grande número de ditongos, incluindo / e o /, / eə /, / aə /, / ɔə /, / oə /, / uə / e / iə /.
Embora Milne (1921) inclua as vogais / ü, ö, ɪ / em suas transcrições, Shorto (1960) não as encontrou como fonemas vocálicos em sua obra.
(Note que as palavras citadas abaixo na seção Sintaxe vêm de Milne (1921), então suas representações fonéticas podem precisar de revisão.)

## Sintaxe
Os exemplos a seguir são de Milne (1921).

### Substantivos
A ordem dos elementos numa frase nominal é N - (possessor) - (demonstrativo).
Exemplos:
| kwɔɔn              | ai     | öö   |
| child              | we two | this |
| this child of ours |        |      |

### Preposições
Shwe Palaung tem preposições, como no exemplo a seguir.
| ta                | khuun  | hɔɔkhəm |
| para              | grande | rei     |
| para o grande rei |        |         |

### Frases
As cláusulas de Shwe Palaung geralmente têm ordem de palavras sujeito-verbo-objeto (SVO)r.
| əən         | dii    | d͡ʒüür | casa |
| ele         | compra | casa  |      |
| bebê chorão |        |       |      |

## Amostra de texto
A parte seguinte de uma história em Shwe Palaung é de Milne (1921: 146-147).
| - | Naaŋ̩ | rashööh, | naaŋ | jü | grai | ta | khuun | hɔɔkhəm | naaŋ | daah | - | lady | awake | lady | narrativa: passado | disse | para | grande | rei | senhora | dizer | - | A rainha acordou e disse ao rei | A rainha acordou e disse ao rei | A rainha acordou e disse ao rei | A rainha acordou e disse ao rei | A rainha acordou e disse ao rei | A rainha acordou e disse ao rei | A rainha acordou e disse ao rei | A rainha acordou e disse ao rei | A rainha acordou e disse ao rei | A rainha acordou e disse ao rei |

| - | öö | ka | tööm | rɪɪnpoo | hlai | uu | lööh | khənjaa | öö | ai | lɔh | shoktee | haa | öö | - | oh | neg | sempre | sonho | até | um | tempo | governante | oh | nós dois | vem | rápido | lugar | isto | - | 'Oh, eu nunca sonhei (assim) antes, oh senhor (desde) nós dois viemos a este lugar para jejuar | 'Oh, eu nunca sonhei (assim) antes, oh senhor (desde) nós dois viemos a este lugar para jejuar | 'Oh, eu nunca sonhei (assim) antes, oh senhor (desde) nós dois viemos a este lugar para jejuar | 'Oh, eu nunca sonhei (assim) antes, oh senhor (desde) nós dois viemos a este lugar para jejuar | 'Oh, eu nunca sonhei (assim) antes, oh senhor (desde) nós dois viemos a este lugar para jejuar | 'Oh, eu nunca sonhei (assim) antes, oh senhor (desde) nós dois viemos a este lugar para jejuar | 'Oh, eu nunca sonhei (assim) antes, oh senhor (desde) nós dois viemos a este lugar para jejuar | 'Oh, eu nunca sonhei (assim) antes, oh senhor (desde) nós dois viemos a este lugar para jejuar | 'Oh, eu nunca sonhei (assim) antes, oh senhor (desde) nós dois viemos a este lugar para jejuar | 'Oh, eu nunca sonhei (assim) antes, oh senhor (desde) nós dois viemos a este lugar para jejuar | 'Oh, eu nunca sonhei (assim) antes, oh senhor (desde) nós dois viemos a este lugar para jejuar | 'Oh, eu nunca sonhei (assim) antes, oh senhor (desde) nós dois viemos a este lugar para jejuar | 'Oh, eu nunca sonhei (assim) antes, oh senhor (desde) nós dois viemos a este lugar para jejuar | 'Oh, eu nunca sonhei (assim) antes, oh senhor (desde) nós dois viemos a este lugar para jejuar |

| - | Phadiiu | nɔ | la | puur | shəŋii, | ɔɔ | rɪɪnpoo | khuun | phii | leeh | - | hoje | cheio | bom | sete | dia | I | sonho | grande | espírito | descer | - | sete dias atrás, sonhei que o grande espírito desceu | sete dias atrás, sonhei que o grande espírito desceu | sete dias atrás, sonhei que o grande espírito desceu | sete dias atrás, sonhei que o grande espírito desceu | sete dias atrás, sonhei que o grande espírito desceu | sete dias atrás, sonhei que o grande espírito desceu | sete dias atrás, sonhei que o grande espírito desceu | sete dias atrás, sonhei que o grande espírito desceu | sete dias atrás, sonhei que o grande espírito desceu | sete dias atrás, sonhei que o grande espírito desceu | sete dias atrás, sonhei que o grande espírito desceu | sete dias atrás, sonhei que o grande espírito desceu |

| - | dɛh | ɔɔ | hɔɔm | makmon | kəəm | ŋaam | hnjo hnjo | - | dar | me | comer | manga longa | ouro | doce | muito | - | e me deu grandes mangas ouro para comer. Elas eram muito doces. | e me deu grandes mangas ouro para comer. Elas eram muito doces. | e me deu grandes mangas ouro para comer. Elas eram muito doces. | e me deu grandes mangas ouro para comer. Elas eram muito doces. | e me deu grandes mangas ouro para comer. Elas eram muito doces. | e me deu grandes mangas ouro para comer. Elas eram muito doces. | e me deu grandes mangas ouro para comer. Elas eram muito doces. | e me deu grandes mangas ouro para comer. Elas eram muito doces. | e me deu grandes mangas ouro para comer. Elas eram muito doces. | e me deu grandes mangas ouro para comer. Elas eram muito doces. | e me deu grandes mangas ouro para comer. Elas eram muito doces. | e me deu grandes mangas ouro para comer. Elas eram muito doces. |